# Championnat d'Algérie masculin de handball 1995-1996
Navigation
Saison 1 1994-1995 Saison 1996-1997
La saison 1995-1996 du Championnat d'Algérie masculin de handball est la 33e édition de la compétition.
Elle est remportée pour la première et unique fois par le MSP Batna.

## Présentation

### Clubs participants
Huit équipes participent à la compétition :
- MC AlgerT
- MSP Batna
- MC Oran
- ERC Alger
- Nadit Alger
- WA Rouiba
- SR Annaba
- CRB El Harrouch

### Modalités
Le barème de points servant à établir le classement se décompose ainsi :
- Victoire : 3 points ;
- Match nul : 1 points ;
- Défaite : 0 point ;
- Forfait : -1 point.

## Aller
Les résultats de la 1re journée, jouée le jeudi 26 octobre 1995, sont :
- CRB El Harrouch - MSP Batna 17-21
- ERC Alger - WA Rouiba 11-12
- Nadit Alger - MC Alger 14-19
- SR Annaba - MC Oran 22-22

Les résultats de la 2e journée, prévue le jeudi 2 novembre 1995 mais reportée au lundi 20 novembre 1995 à cause de l'élection présidentielle, sont :
- MC Alger bat CRB El Harrouch par forfait 12 à 00
- WA Rouiba - Nadit Alger 21-22
- MSP Batna - SR Annaba 20-16
- MC Oran - ERC Alger 19-21 (mi-temps 8-10)[3] :
  - ce match a eu lieu au palais des sports d'Oran le 20 novembre 1995 à 14h00
  - MC Oran : 1- Elimam, 16- Alioua ; 9- Bessedjerari, 6- Bouanani, 13- Nehali, 7- Hamdoun, 3- Sebti, 2- Belhadj, 14- Mazari, 10- Ziane, 5- Ould Ali, 8- Doghmane. Entraineur : Bouderbal, Djillali Mekki 
  - ERC Alger : 16 - Toum, 12- Guellour ; 10- Mimoune, 5- Rouabhi, 14- Hamad, 13- Hasni, 8- Timouni, 2- Chouchaoui, 9- Imansouran, 4- Vhérif, 3- Aoudi, 11- Djenia. Entraineur : Salah Bouchekriou .
  - Arbitres : Khaouadji et Bounadeur de ligue d'Oran en l'absence, parait-il, des arbitres de la région et désignés pour ce match.

Le classement provisoire est alors :
1. MC Alger 6 pts, bp 31, bc 14 (+17)
2. MSP Batna 6 pts, bp 41, bc 33 (+8)
3. ERC Alger 3 pts, bp 32, bc 31 (+1)
4. WA Rouiba 3 pts, bp 33, bc 33 (0)
5. Nadit Alger 3 pts, bp 36, bc 40 (-4)
6. MC Oran 1 pt, bp 41, bc 43 (-2)
7. SR Annaba 1 pt, bp 38, bc 42 (-4)
8. CRB El Harrouch -1 pt, bp 17, bc 33 (-16)

Le programme et les résultats de la 3e journée, jouée le jeudi 23 novembre 1995, sont :
- à Aïn Benian à 14h00 : Nadit Alger - MC Oran 16-21
- à Aïn Benian à 15h30 : MC Alger - WA Rouiba 16-15
- à Annaba à 14h00 : SR Annaba - CRB El Harrouch 18-11
- à Aïn Taya à 14h00 : ERC Alger - MSP Batna 11-13

Les résultats de la 4e journée sont :
- MSP Batna - Nadit Alger score inconnu
- SR Annaba - MC Alger 15-22
- MC Oran - WA Rouiba score inconnu
- CRB El Harrouch - ERC Alger score inconnu

Le programme de la 5e journée est : WA Rouiba - MSP Batna ; MC Alger - MC Oran ; Nadit Alger - CRB El Harrouch ; ERC Alger - SR Annaba.
Les résultats de la 6e journée, disputée le jeudi 7 décembre 1995, sont :
- ERC Alger- MC Alger 15-18
- SR Annaba - Nadit Alger 19-20
- CRB El Harrouch - WA Rouiba (20-25
- vendredi 8 décembre 1995 : MSP Batna - MC Oran 25-24

Les résultats de la 7e journée, disputée le jeudi 14 décembre 1995 :
- MC Alger - MSP Batna 22-23 (10-9)[5]
  - le match a été disputé dans la salle Ahcène Moutchou de Aïn Benian devant un public nombreux et sous l'arbitrage de MM Krim et Bélaid
  - MSP Batna : Hachemi, Dilekh, Saidi (6), Bedboudi (5), Kourichi, Lecheheb (cap), Bouziane (7), Mellouk, Mehira, El-Haci (3), Samai (2), Toubi. Entraineur :- Djabaili - DTS :- Bensbaa Azzeddine.
  - MC Alger : Helal, El-Maouheb, Zeguelli (cap), Zeghdoud (4), Graiche (1), Yala (4), Chetouhi, Lamali (1), Akchiche, Yesli (4), Loukil (5), Guiti (3). Entraîneur : Kamel Akkeb, DTS : Djaffar Belhocine.
- WA Rouiba - SR Annaba 15-14
- Nadit Alger - ERC Alger 16-23
- MC Oran - CRB El Harrouch 26-20 (match en retard)

Le classement à la fin de la phase aller est alors :
|   | Équipe          | Pts | J | G | N | P | Bp  | Bc  | Diff |
| - | --------------- | --- | - | - | - | - | --- | --- | ---- |
| 1 | MSP Batna       | 21  | 7 | 7 | 0 | 0 | 147 | 116 | 31   |
| 2 | MC Alger        | 18  | 7 | 6 | 0 | 1 | 135 | 103 | 32   |
| 3 | ERC Alger       | 12  | 7 | 4 | 0 | 3 | 120 | 106 | 14   |
| 4 | WA Rouiba       | 10  | 7 | 3 | 1 | 3 | 122 | 125 | -3   |
| 5 | Nadit Alger     | 9   | 7 | 3 | 0 | 4 | 124 | 140 | -16  |
| 6 | MC Oran         | 8   | 7 | 2 | 2 | 3 | 150 | 150 | 0    |
| 7 | SR Annaba       | 4   | 7 | 1 | 1 | 5 | 118 | 132 | -14  |
| 8 | CRB El Harrouch | 0   | 7 | 0 | 0 | 7 | 95  | 139 | -44  |

## Retour
Le programme et les résultats de la 8e journée sont :
- MC Oran - SR Annaba
- MC Alger - Nadit Alger
- WA Rouiba - ERC Alger
- MSP Batna - CRB El Harrouch 37-15 (match en retard).

Les résultats de la 9e journée, disputée le lundi 8 janvier 1996, sont :
- ERC Alger - MC Oran 20-24
- Nadit Alger - WA Rouiba 19-20
- CRB El Harrouch - MC Alger 21-25
- SR Annaba - MSP Batna 17-27 (match en retard).

Les résultats de la 10e journée, disputée le jeudi 11 janvier 1996, sont :
- MC Oran - Nadit Alger
- WA Rouiba est battu par MC Alger
- CRB El Harrouch - SR Annaba
- MSP Batna - ERC Alger 21-20 (match en retard).

Le programme et les résultats de la  11e journée, disputée lundi 15 janvier 1996, sont :
- à Aïn Benian à 14h00 : Nadit Alger - MSP Batna 17-19
- à Aïn Benian à 15h30 : MC Alger - SR Annaba 27-24
- à Rouiba à 14h00 : WA Rouiba - MC Oran 23-13
- à Aïn Taya à 14h00 : ERC Alger - CRB El-Harrouch 27-22

Les résultats de la 12e journée, disputée jeudi 18 janvier 1996, sont :
- MC Oran - MC Alger à 13-14 (mi-temps 6-7)[10]
  - MC Oran : Elmam, Alioua, Ziane, Nehali, Bouanani, Hamdoun, Ould Ali, Belhadj, Sebti, Bessedjerari, Boussetta, Doghmane. Entraineurs : Djillali Bouderbaal Mekki.
  - MC Alger : El Maouhab, Zeguili, Yesli, Labraoui, Loukil, Zaghloul, amrani, chetouhi, Graïche, Lamali, Yala, Helal. Entraineur : Kamel Akkeb. Arbitres : Besses et Benmila (ligue de Sétif).
- MSP Batna - WA Rouiba 23-20
- SR Annaba - ERC Alger à 17-20
- CRB El Harrouch - Nadit Alger 21-28

Les résultats de la 13e journée, prévue le jeudi 25 janvier 1996, est :
- à Aïn Benian, salle Hacène Moutchou : MC Alger - ERC Alger 20 à 18 (mi-temps ; 12-11).
- à Aïn Benian, salle Hacène Moutchou : Nadit Alger - SR Annaba 17-19
- à Aïn Taya : WARouiba bat CRB El-Harrouche 29 à 19.
- à Oran : MC Oran - MSP Batna 18-22[12]
  - à la salle Hamou Boutlélis d'Oran, Arbitrage contesté de la paire Tacine M et Djeknoun, disqualifications de Bessedjerari  et Bouanani .
  - MC Oran : Elimam (GB) 1, Bessedjerari (cap), Bouanani (1), Ould Ali (1), Nehali (3), Sebti (1), Doghmane (1), Hamdoun (3), Ziane (1), Belhadj (2), Boussetta (4). Entraineur : Mekki.
  - MSP Batna : Hachemi (GB), Dileck (GB), Lecheheb (cap) 2 buts, Toubi, El-Haci, Saidi (2), Bedboudi (3), Dehira (3), Korichi (1), Bouziane (9 buts), Samai (1), Mellouk (1). Entraineur : Bensebaa.
- à Aïn Taya (la salle de Rouiba étant suspendue) : WA Rouiba - CRB El Harrouch 29-19.

Les résultats de la 14e et dernière journée sont :
- jeudi 8 février 1996 : SR Annaba - WA Rouiba 15-23 (mi-temps 5-13)[13]
  - à Annaba, salle Benfredj, affluence moyenne, arbtrage de MM Kahouadji et Bounader (ligue d'Oran)
  - SR Annaba : Hachemi, Hadi (), Rezaiguia, (3 buts), Hacini (2), Babès (2), Bourbia, Kahla, Zenadi (2), Guettari (3), Sahli (3), Guerfi, Boudrali. Entraineurs : Farfar et Moumène.
  - WA Rouiba : Sellah, Bouzid, A. Aït Abdeslam (2 buts), Badache, Doumi, Belloulou (5), Degueldjar (7), R. Aït Abdeslam, Cheriguen (6), Messaouden, Rami (2), Amriche (, 1). Entraineurs : Halem   17e et Tchakrabi.
- jeudi 8 février 1996 : CRB El Harrouch - MC Oran à 19-18
- jeudi 15 février 1996 : ERC Alger - Nadit Alger 22-19
- reporté au 26 février 1990 : MSP Batna - MC Alger

Le classement final de la première phase est alors :
|   | Équipe          | Pts | J  | G  | N | P  | Bp  | Bc  | Diff |
| - | --------------- | --- | -- | -- | - | -- | --- | --- | ---- |
| 1 | MSP Batna       | 42  | 14 | 14 | 0 | 0  | 273 | 203 | 70   |
| 2 | MC Alger        | 36  | 14 | 12 | 0 | 2  | 240 | 192 | 48   |
| 3 | ERC Alger       | 27  | 14 | 9  | 0 | 5  | 242 | 216 | 26   |
| 4 | WA Rouiba       | 22  | 14 | 7  | 1 | 6  | 248 | 225 | 23   |
| 5 | Nadit Alger     | 15  | 14 | 5  | 0 | 9  | 237 | 261 | -24  |
| 6 | MC Oran         | 11  | 14 | 3  | 2 | 9  | 224 | 248 | -24  |
| 7 | SR Annaba       | 10  | 14 | 3  | 1 | 10 | 234 | 269 | -35  |
| 8 | CRB El Harrouch | 3   | 14 | 1  | 0 | 13 | 178 | 224 | -46  |

### Play-offs
Le tournoi aller est prévu à Constantine :
- samedi 23 mars 1996 :
  - à 16h00 : MC Alger - ERC Alger
  - à 17h30 : MSP Batna - WA Rouiba
- dimanche 24 mars 1996 :
  - à 16h00 : MC Alger - WA Rouiba
  - à 17h30 : MSP Batna est battu par ERC Alger 19 - 20

Malgré la première défaite des Batnéens, le MSP Batna est déclaré champion d'Algérie car il ne peut plus être rattrapé par ses adversaires.
- lundi 25 mars 1996 :
  - à 16h00 : ERC Alger - WA Rouiba
  - à 17h30 : MSP Batna - MC Alger.

Le classement provisoire après le tournoi de l'aller est alors :
|   | Équipe    | Pts | J  | G  | N | P | Bp  | Bc  | Diff |
| - | --------- | --- | -- | -- | - | - | --- | --- | ---- |
| 1 | MSP Batna | 48  | 17 | 16 | 0 | 1 | 000 | 000 |      |
| 2 | MC Alger  | 39  | 17 | 13 | 0 | 4 | 000 | 000 |      |
| 3 | ERC Alger | 36  | 17 | 12 | 0 | 5 | 000 | 000 |      |
| 4 | WA Rouiba | 22  | 17 | 7  | 1 | 9 | 000 | 000 |      |

Le tournoi retour a eu lieu à Boumerdès :
- mardi 9 avril 1996 :
  - à 16h30 : WA Rouiba battu MSP Batna 12-13
  - à 17h30 : ERC Alger bat MC Alger 30-13
- mercredi 10 avril 1996 :
  - à 16h00 : MSP Batna battu ERC Alger 23-24
  - à 17h30 : WA Rouiba bat MC Alger 21- 13
- jeudi 11 avril 1996 :
  - à 14h00 : WA Rouiba bat ERC Alger 25-08
  - à 15h30 : MC Alger battu MSP Batna 16-21

Le classement final après 20 matchs joués est alors :
|   | Équipe    | Pts | J  | G  | N | P  | Bp  | Bc  | Diff |
| - | --------- | --- | -- | -- | - | -- | --- | --- | ---- |
| 1 | MSP Batna | 54  | 20 | 18 | 0 | 2  | 000 | 000 |      |
| 2 | ERC Alger | 45  | 20 | 15 | 0 | 5  | 000 | 000 |      |
| 3 | MC Alger  | 39  | 20 | 13 | 0 | 7  | 000 | 000 |      |
| 4 | WA Rouiba | 28  | 20 | 9  | 1 | 10 | 000 | 000 |      |

### Play-downs
Les play-downs sont joués sous la forme d'un tournoi unique disputé au Palais des sports Hamou-Boutlélis d'Oran :
- mercredi 10 avril 1996 :
  - MC Oran et Nadit Alger 21-21
  - SR Annaba bat CRB El Harrouch 29 à 21
- jeudi 11 avril 1996 :
  - MC Oran et SR Annaba 20-20
  - Nadit Alger bat CRB El Harrouch 28 à 19
- vendredi 12 avril 1996 :
  - Nadit Alger bat SR Annaba 24 à 20.
  - MC Oran bat CRB El Harrouch par forfait 12 à 00

## Champion d'Algérie 1995-1996
| Champion d'Algérie masculin de handball 1995-1996 MSP Batna 1er titre |